# Un principe per Natale
Un principe per Natale (A Christmas Prince) è un film del 2017 diretto da Alex Zamm.
Il film è stato distribuito sulla piattaforma digitale Netflix il 17 novembre 2017 in tutti i territori in cui il servizio è disponibile.
Il 30 novembre 2018 è uscito il sequel Un principe per Natale - matrimonio reale, distribuito da Netflix.

## Trama
Un'aspirante giovane giornalista, Amber Moore, viene inviata nello stato europeo di Aldovia per presenziare ad una conferenza stampa sul principe ereditario Richard, pronto a salire al trono dopo la recente scomparsa del padre. Richard però è accusato di essere un irresponsabile sciupafemmine, e pare anche che abbia intenzione di abdicare. Tuttavia, la conferenza viene cancellata proprio all'ultimo momento, innervosendo i giornalisti giunti sul posto. Amber, che per non tornare a mani vuote entra nel palazzo reale a fare delle foto, viene scambiata per la nuova tutrice della giovane principessa Emily.
Amber viene presentata alla regina Helena e al principe Richard, imbarazzandosi nel rendersi conto di averlo insultato poco prima in quanto lui le aveva rubato il posto sul taxi che aveva prenotato. Emily, che soffre di spina bifida, prende inizialmente in giro Amber, ma cambia rapidamente atteggiamento quando vede che la tratta come una ragazza normale. Amber si scopre attratta da Richard dopo aver appreso che, contrariamente alle dicerie, è in realtà un uomo di famiglia compassionevole e responsabile, anche se molto riluttante nel salire al trono. Amber apprende inoltre che il cugino di Richard, Simon, è il prossimo in linea di successione rispetto ad Emily, poiché nel regno vige la legge salica. Amber incontra anche l'ex fidanzata snob di Richard, lady Sofia.
Emily affronta Amber rivelandole di aver scoperto la sua vera identità. Amber si prepara a partire, ma Emily accetta di non rivelare alcunché fintanto che renderà noto a tutti la vera personalità di Richard, mettendo a tacere le voci negative su di lui. Amber segue di nascosto Richard a cavallo nei boschi, ma viene disarcionata e quasi attaccata da un lupo; Richard la salva e la porta nella vecchia baita di suo padre: le racconta che parlò con lui della sua intenzione di rinunciare al trono, che litigarono e che il re morì poco dopo; poi le mostra una misteriosa poesia scritta da suo padre. Dopo aver quasi condiviso un bacio con lui, Amber decide di indagare sulla poesia, scoprendo che Richard è stato segretamente adottato. Amber non vorrebbe dire a Richard la verità perché lo ferirebbe nel profondo, ma decide comunque di farlo durante una passeggiata, durante la quale Richard la bacia, rendendosi conto di essersi innamorata di lui. Contemporaneamente, Sofia e Simon entrano nella stanza di Amber, scoprendo non solo la sua vera identità, ma anche il certificato di adozione di Richard. La mattina seguente, Richard va presso la tomba di suo padre, chiedendogli scusa e accettando di diventare re.
Al ballo per la vigilia di Natale, Richard si prepara ad essere incoronato; purtroppo, Sofia e Simon rivelano l'adozione di Richard e la vera identità di Amber. Simon si afferma dunque come l'erede al trono, mentre Richard si allontana e, deluso e arrabbiato, respinge le scuse di Amber, che lascia il palazzo. La regina rivela a Richard che lei e il re lo avevano adottato dopo che le era stato detto che non poteva avere figli (nonostante anni dopo abbiano avuto Emily), dicendosi pentita di non averglielo detto prima, ma che lo hanno sempre considerato loro figlio. I due si riconciliano e Richard promette di non lasciare che Simon salga al trono così facilmente.
Simon sposa Sofia, ma scopre che non può essere incoronato finché la regina non sarà disponibile a presiedere la cerimonia. Nel frattempo, Amber sospetta che lei possa provare che Richard è il legittimo erede sulla base di alcuni indizi tratti dalla poesia del re; le viene permesso di rientrare a palazzo e di mostrare un proclama segreto (nascosto in una decorazione natalizia) che dichiara Richard come erede legittimo. La notizia giunge appena in tempo affinché Richard possa essere incoronato re di Aldovia.
Tornata a casa, Amber mantiene la promessa fatta alla principessa Emily, ma il pezzo non viene accettato, quindi si licenzia e apre un blog apposito, che in poco tempo diventa molto popolare. Amber trascorre l'ultimo dell'anno al ristorante di suo padre, dove sopraggiunge Richard che le fa una proposta di fidanzamento, che lei accetta immediatamente.

## Produzione
Il film è stato girato per la maggior parte nel Castello di Peleș, in Romania, una popolare destinazione turistica.
Karen Schaler ha ideato il personaggio di Amber basandosi liberamente sulle proprie esperienze di giornalista freelance, mentre il personaggio di Richard è parzialmente ispirato a Henry, duca di Sussex.